# Rimska rota
Rimska rota (lat. Rota romana) je stalno in najvišje cerkveno prizivno sodišče, ki odloča o sodbah nižjih sodišč, posebej v zvezi s sklenitvijo cerkvene zakonske zveze.

## Pravne podlage
Sestavo, delovanje in pristojnosti cerkvenih sodišč na različnih stopnjah določajo in predpisujejo: Zakonik cerkvenega prava v sedmi knjigi z naslovom Postopki (kanoni 1400–1752), dokument Dignitas connubii (Dostojanstvo zakona), za rimska sodišča pa tudi apostolska konstitucija papeža Janeza Pavla II. Pastor Bonus (1988) in drugi predpisi.

## Sestava sodišča
Sodišče sestavlja 19 sodnikov avditorjev, ki so člani prelatskega koligija. Prelatski kolegij vodi dekan, kot prvi med enakimi (primus inter pares), katerega izvolitev potrdi papež.

## Zgodovina
V Rimski kuriji so bili od nekdaj t.i. avditoriji, ki so zasliševali in obravnavali tovrstne in druge sodne primere. Leta 1331 je papež Janez XXII. ta zbor imenoval Sveta rimska rota. V Srednjem veku je bila Rimska rota najpomembnejše papeško sodišče, v novem veku pa so posamezne njene funkcije prevzele posamezne kongregacije Rimske kurije, sedaj pa dikasteriji. Ponovno vzpostavitev apostolskega sodišča Rimske rote je leta 1908 potrdil papež Pij X., z apostolsko konstitucijo Sapienti Consilio.